# Art Hanger
Pour les articles homonymes, voir Hanger (homonymie).
Arthur (Art) Hanger (né le 19 février 1943 à Three Hills, Alberta) est un homme politique canadien

## Biographie
Il est actuellement député à la Chambre des communes du Canada, représentant la circonscription albertaine de Calgary-Nord-Est depuis 1993 : d'abord sous la bannière du Parti réformiste du Canada (1993 à 2000), puis de l'Alliance canadienne (2000 à 2003) et enfin du Parti conservateur du Canada (2003 à aujourd'hui).
Hanger est un ancien policier. Il crée la controverse en 1996 lorsqu'il propose de se rendre au Singapour pour enquêter sur leur usage de châtiments corporels dans la dissuasion du crime. Après des hauts cris du public et des critiques à l'interne du parti, le voyage est annulé.
Hanger est actuellement un député d'arrière-banc du gouvernement ; il fut anciennement porte-parole de l'Opposition en matière de Citoyenneté et immigration.
Durant l'été de 2001, Hanger fut le premier député allianciste suspendu du caucus pour avoir critiqué le leadership de Stockwell Day. Toutefois, il ne devient pas membre du Caucus démocratique représentatif, puisqu'il accepte l'offre de réintégration du 10 septembre 2001 qui a été offert à tous les députés dissidents.
En juillet 2008, il critique l'attribution de l'Ordre du Canada au médecin avorteur controversé Henry Morgentaler.
Devinder Shory deviendra le nouveau député de Calgary-Nord-Est lors de l'élection fédérale de 2008.